# Narciso Gay y Beya
Narciso Gay y Beya (Figueras, 1819-Barcelona, 1872) fue un jurista y escritor español.

## Biografía
Nacido en la localidad gerundense de Figueras el 22 de diciembre de 1819, cursó la carrera de Leyes en la Universidad de Barcelona. Recibió el grado de doctor en esta facultad en 1848, leyendo en dicho acto un discurso sobre La propiedad individual y el comunismo (Madrid, imp. de Alegría). Terminada la carrera de abogado se dedicó a los estudios literarios. Fue redactor de los semanarios El Eco de la Frenología y La Antorcha, socio de la Real Academia de Buenas Letras de Barcelona, de la Económica Barcelonesa de Amigos del País, de la Filomática, protector de la Asociación Obrera de Barcelona y vocal de la Junta provincial de Instrucción pública y de otras corporaciones. Por Real orden expedida en 29 de junio de 1858 por el Ministerio de Estado, se le concedió la cruz de Carlos III por su obra Las veladas del obrero. Falleció en Barcelona en 5 de enero de 1872.

## Obras
- Discurso sobre las casas de corrección. Leído en la Sociedad económica barcelonesa de Amigos del País el 10 de octubre de 1851.[1]
- Elogio del difunto D. Gerónimo Merelo (1852).[1]
- Necesidad de crear en España una literatura popular (1857).[1]
- Veladas del obrero, ó la moral, la higiene, la economía y las cuestiones económicas-sociales de actualidad, puestas al alcance de las clases populares (1857).[1]
- Rápidas consideraciones en vindicación de los ataques dirigidos contra la sociedad actual. Discurso leído en la Económica Barcelonesa de Amigos del País el 19 de noviembre de 1857.[1]
- La mujer, su pasado, su presente y su porvenir (1857).[1]
- Historia moral de las mujeres (1860), de E. Legouve. Traducción.[1]
- Los miserables de Víctor Hugo ante la luz del buen sentido y de la sana razón (1863).[1]
- Estudios sobre las clases proletarias (1864).[1]
- El corazón humano ó las cuatro estaciones de la vida (1864).[1]